# Robert Mühren
Robert Mühren (Purmerend, 18 de mayo de 1989) es un futbolista neerlandés que juega de delantero en el F. C. Volendam de la Eredivisie.

## Trayectoria
Nació en Purmerend. Debutó como profesional con el club de su infancia, el F. C. Volendam, el 5 de agosto de 2011, jugando los noventa minutos en un partido de la Eerste Divisie contra el F. C. Dordrecht; el partido terminó 0-0. Sus primeros goles con el club llegaron en un partido de la Eerste Divisie el 30 de septiembre, marcando dos goles en la primera parte en la que el Volendam derrotó al Fortuna Sittard. 3-2. El 10 de febrero de 2013 anotó su primer triplete profesional, y su compañero de ataque Jack Tuyp también marcó un triplete en la victoria del Volendam sobre el S. C. Telstar por 6-2.
En la jornada inaugural de la Eerste Divisie 2013-14, el 3 de agosto de 2013, marcó todos los goles del Volendam en la victoria a domicilio por 3-2 ante el Almere City F. C. En un partido de la Copa KNVB contra un peso pesado de la Eredivisie, el Ajax de Ámsterdam, el 25 de septiembre de 2013, marcó un doblete y el Volendam cayó por 4-2 en la prórroga. El partido se produjo sólo seis días después de la muerte de su tío, Gerrie Mühren, que comenzó su carrera en el Volendam antes de formar parte de los grandes equipos del Ajax de los años 70 que ganaron tres Copas de Europa consecutivas.
El 10 de febrero de 2014 marcó dos goles en la primera parte antes de completar su triplete en la segunda, cuando el Volendam derrotó al Jong FC Twente por 4-2. El 21 de marzo, en la 32ª jornada de la Eerste Divisie, marcó un doblete en la victoria del Volendam sobre el Jong PSV por 3-1 en el Kras Stadion. Al marcar en el siguiente partido del Volendam, una derrota por 2-1 ante el Excelsior Rotterdam el 28 de marzo, alcanzó los 24 goles en la liga para la temporada y había completado una notable racha al marcar en ocho de sus diez partidos anteriores.
El 28 de agosto de 2014 firmó un contrato de tres años con el AZ Alkmaar, dejándolo por una tarifa de 350,000 euros. Debutó en la Eredivisie tres días después en una victoria por 1-3 contra el F. C. Dordrecht. Marcó su primer gol el 5 de octubre en un empate 2-2 contra el F. C. Twente.
Con el AZ Alkmaar disputó 10 partidos de la Liga Europa de la UEFA, marcando dos goles. Marcó su primer gol en el torneo el 27 de agosto de 2015, en la ronda de repesca contra el club rumano F. C. Astra Giurgiu. Marcó su segundo gol el 20 de octubre de 2016 contra el equipo israelí Maccabi Tel Aviv F. C.
Marcó varios goles importantes para el AZ Alkmaar en la primera mitad de la temporada 2016-17 y se convirtió en titular, pero pronto perdió su puesto en el equipo debido a la aparición de Wout Weghorst.
Tras dos años y medio en el AZ Alkmaar, algunos de ellos en el equipo de reserva, el 31 de enero de 2017 se marchó al S. V. Zulte Waregem de la Primera División de Bélgica.
Marcó dos goles en 12 partidos con el S. V. Zulte Waregem, pero se marchó cedido tras cumplir sólo seis meses de su contrato de cuatro años y medio, después de tener desavenencias con el entrenador Francky Dury.
Fue enviado a préstamo al Sparta de Róterdam el 17 de agosto de 2017. Tres días más tarde, el 20 de agosto de 2017, tuvo un éxito inmediato para su nuevo y temporal empleador al marcar el gol del empate en un partido en casa contra el PEC Zwolle (1-1). Esa temporada se convirtió en el máximo goleador del club con nueve goles, pero el equipo descendió al final de la temporada a través de los play off.
Al año siguiente fue cedido al NAC Breda. Esto resultó en gran medida infructuoso debido a una lesión de larga duración.
En la temporada 2019-20 fue enviado a préstamo al S. C. Cambuur, donde se convirtió en un delantero especialmente productivo al marcar 26 goles antes de que se abandonara la temporada debido a la pandemia de COVID-19. Prolongó su contrato de préstamo después de la temporada, con la esperanza de alcanzar el ascenso a la Eredivisie con este club. Tras 24 partidos jugados en la temporada 2020-21, ya llevaba 25 goles con 6 asistencias. El 22 de febrero de 2021 marcó su gol número 100 en la Eerste Divisie. En mayo de 2021, ganó el título de la Eerste Divisie con el Cambuur, lo que supuso el ascenso a la Eredivisie. Terminó su cesión en el Cambuur con 66 partidos en los que marcó 64 goles.
A pesar del interés del Cambuur por ficharlo de forma permanente tras su ascenso a la máxima categoría, sorprendentemente regresó al club de segunda división F. C. Volendam el 29 de mayo de 2021, firmando un contrato de tres años. Esto supuso el regreso al club en el que había jugado seis años antes.

## Vida personal
Es sobrino de los ex internacionales neerlandeses Gerrie Mühren y Arnold Mühren. Arnold jugó con el Ipswich Town FC en la final de la Copa de la UEFA de 1981, venciendo al antiguo club de Robert, el AZ Alkmaar.

## Estadísticas

### Clubes
Actualizado al último partido disputado el 8 de noviembre de 2024.
| Club                              | Div.          | Temporada     | Liga  | Liga  | Liga   | Copas nacionales | Copas nacionales | Copas nacionales | Copas internacionales | Copas internacionales | Copas internacionales | Total | Total | Total  |
| Club                              | Div.          | Temporada     | Part. | Goles | Asist. | Part.            | Goles            | Asist.           | Part.                 | Goles                 | Asist.                | Part. | Goles | Asist. |
| --------------------------------- | ------------- | ------------- | ----- | ----- | ------ | ---------------- | ---------------- | ---------------- | --------------------- | --------------------- | --------------------- | ----- | ----- | ------ |
| F. C. Volendam · Países Bajos     | 2.ª           | 2011-12       | 31    | 9     | 7      | 2                | 0                | 0                | —                     | —                     | —                     | 33    | 9     | 7      |
| F. C. Volendam · Países Bajos     | 2.ª           | 2012-13       | 32    | 8     | 5      | 1                | 0                | 0                | —                     | —                     | —                     | 33    | 8     | 5      |
| F. C. Volendam · Países Bajos     | 2.ª           | 2013-14       | 34    | 25    | 1      | 1                | 2                | 0                | —                     | —                     | —                     | 35    | 27    | 1      |
| F. C. Volendam · Países Bajos     | 2.ª           | 2014-15       | 4     | 6     | 1      | 0                | 0                | 0                | —                     | —                     | —                     | 4     | 6     | 1      |
| AZ Alkmaar · Países Bajos         | 1.ª           | 2014-15       | 17    | 4     | 2      | 2                | 1                | 0                | —                     | —                     | —                     | 19    | 5     | 2      |
| AZ Alkmaar · Países Bajos         | 1.ª           | 2015-16       | 18    | 1     | 1      | 5                | 2                | 0                | 7                     | 1                     | 0                     | 30    | 4     | 1      |
| AZ Alkmaar · Países Bajos         | 1.ª           | 2016-17       | 12    | 6     | 0      | 3                | 3                | 0                | 3                     | 1                     | 0                     | 18    | 10    | 0      |
| AZ Alkmaar · Países Bajos         | Total club    | Total club    | 47    | 11    | 3      | 10               | 6                | 0                | 10                    | 2                     | 0                     | 67    | 19    | 3      |
| Jong AZ · Países Bajos            | 2.ª           | 2014-15       | 9     | 5     | 0      | —                | —                | —                | —                     | —                     | —                     | 9     | 5     | 0      |
| Jong AZ · Países Bajos            | 2.ª           | 2015-16       | 14    | 8     | 0      | —                | —                | —                | —                     | —                     | —                     | 14    | 8     | 0      |
| Jong AZ · Países Bajos            | 3.ª           | 2016-17       | 3     | 3     | 0      | —                | —                | —                | —                     | —                     | —                     | 3     | 3     | 0      |
| Jong AZ · Países Bajos            | Total club    | Total club    | 26    | 16    | 0      | 0                | 0                | 0                | 0                     | 0                     | 0                     | 26    | 16    | 0      |
| S. C. Zulte Waregem · Bélgica     | 1.ª           | 2016-17       | 12    | 2     | 0      | 1                | 0                | 0                | —                     | —                     | —                     | 13    | 2     | 0      |
| S. C. Zulte Waregem · Bélgica     | Total club    | Total club    | 12    | 2     | 0      | 1                | 0                | 0                | 0                     | 0                     | 0                     | 13    | 2     | 0      |
| Sparta de Róterdam · Países Bajos | 2.ª           | 2017-18       | 32    | 9     | 4      | 1                | 0                | 0                | —                     | —                     | —                     | 33    | 9     | 4      |
| Sparta de Róterdam · Países Bajos | Total club    | Total club    | 32    | 9     | 4      | 1                | 0                | 0                | 0                     | 0                     | 0                     | 33    | 9     | 4      |
| NAC Breda · Países Bajos          | 1.ª           | 2018-19       | 14    | 0     | 0      | 1                | 0                | 0                | —                     | —                     | —                     | 15    | 0     | 0      |
| NAC Breda · Países Bajos          | Total club    | Total club    | 14    | 0     | 0      | 1                | 0                | 0                | 0                     | 0                     | 0                     | 15    | 0     | 0      |
| S. C. Cambuur · Países Bajos      | 2.ª           | 2019-20       | 29    | 26    | 7      | 0                | 0                | 0                | —                     | —                     | —                     | 29    | 26    | 7      |
| S. C. Cambuur · Países Bajos      | 2.ª           | 2020-21       | 37    | 38    | 12     | 0                | 0                | 0                | —                     | —                     | —                     | 37    | 38    | 12     |
| S. C. Cambuur · Países Bajos      | Total club    | Total club    | 66    | 64    | 19     | 0                | 0                | 0                | 0                     | 0                     | 0                     | 66    | 64    | 19     |
| F. C. Volendam · Países Bajos     | 2.ª           | 2021-22       | 37    | 29    | 11     | 1                | 0                | 0                | —                     | —                     | —                     | 38    | 29    | 11     |
| F. C. Volendam · Países Bajos     | 1.ª           | 2022-23       | 28    | 5     | 0      | 1                | 1                | 3                | —                     | —                     | —                     | 29    | 6     | 3      |
| F. C. Volendam · Países Bajos     | 1.ª           | 2023-24       | 23    | 8     | 1      | 1                | 0                | 0                | —                     | —                     | —                     | 24    | 8     | 1      |
| F. C. Volendam · Países Bajos     | 2.ª           | 2024-25       | 14    | 7     | 3      | 0                | 0                | 0                | —                     | —                     | —                     | 14    | 7     | 3      |
| F. C. Volendam · Países Bajos     | Total club    | Total club    | 203   | 97    | 29     | 7                | 3                | 3                | 0                     | 0                     | 0                     | 210   | 100   | 32     |
| Total carrera                     | Total carrera | Total carrera | 400   | 199   | 55     | 20               | 9                | 3                | 10                    | 2                     | 0                     | 430   | 210   | 58     |

## Palmarés

### Títulos nacionales
| Título          | Club                | País         | Año     |
| --------------- | ------------------- | ------------ | ------- |
| Copa de Bélgica | S. V. Zulte Waregem | Bélgica      | 2016-17 |
| Eerste Divisie  | S. C. Cambuur       | Países Bajos | 2020-21 |